# Delbard
Delbard es un negocio familiar de horticultura francés fundado en 1935.
Ha sido una de las más importantes sociedades de cartera de horticultura en el mundo, con su centro de investigación en el campo de Malicorne del Departamento de Allier, y otros viveros y jardines de ensayo por todo el mundo.
Después de un periodo de cambios, actualmente (2012) transformada en "Société Nouvelle Pépinières et Roseraies Georges Delbard" (SN PRGD) se crea y relanza así la búsqueda de nuevas variedades de plantas para la producción.

## Biografía de Georges Delbard
Georges Alphonse Delbard (20 de mayo de 1906 en Malicorne (Allier) - 20 de marzo de 1999, en Malicorne) viverista y rosalista creador de obtentores de rosas, fundador de la "Société Delbard".
Georges A. Delbard nació en el seno de una familia de agricultores de la región de Commentry. Su tío Félix Delbard sacerdote, le comunica su pasión por la horticultura.
En 1922, trabajó como simple obrero en las forjas de Commentry. En 1929, se unió a Georges Truffaut en Versailles. Apasionado por las rosas y los frutales, abrió su primera tienda en "quai de la Mégisserie" en París en 1935, con las ideas innovadora sobre el alcance y la presentación, dando a luz al primer autoservicio de jardinería.
Rápidamente el 15 de diciembre de 1935, crea un catálogo de sus productos con el fin de hacer venta por correo.
En 1942 retoma la granja de Malicorne y su producción de árboles frutales y en 1945 son los inicios de los viveros derosas. Luego compró una finca en el pequeño pueblo en Évry e instala 5 hectáreas de plantación de rosas.
En 1947, publicó Les Beaux Fruits de France. Este libro permite que sea reconocido por los productores de todo el mundo que le envían semillas y estacas para injertos por lo que se convierte el huerto-conservatorio de variedades de frutas más grande de Francia (1516 manzanas, 528 peras, 1178 albaricoques, 405 ciruelas, 559 cerezas) y pronto el centro creativo de sus nuevas variedades.
E1 1 de enero de 1955 André Chabert, hijo de un rosalista aficionado reconocido, se unió a la compañía. Será el creador en particular de 'Centenaire de Lourdes' y de 'Soleil d'or' y todas las creaciones de este periodo, que izaron la casa Delbard alnivel de los más grandes productores de rosas, le sucedió Guy Delbard, el hijo menor de George Delbard.
Georges Delbard realizó una investigación sobre los orígenes de las rosas que le llevaron a China y a Siria. Sus descubrimientos e hipótesis los describe en Le grand livre de la Rose.
El Jardin-Verger de Malicorne es, desde julio del 2000, una organización sin fines de lucro. La pequeña rosaleda que aquí se encuentra alberga más de 1400 rosas, de 100 variedades diferentes.
La personalidad de Georges Delbard dominó toda la horticultura francesa en la segunda mitad del siglo XX.

## Las sociétés Delbard
La « société Delbard» fue fundada en 1935 por Georges Delbard con las actividades de distribución y producción para los profesionales y particulares (jardín). Fue dirigido sucesivamente por Georges Delbard, François Delbard su hijo mayor, y luego por su segundo hijo Henri Delbard.
La compañía fue vendida en su totalidad por la familia Delbard en 2005. Luego, en 2010 el grupo Delbard se vende de nuevo, al grupo "Nalod's".
En 2012, viveros se venden por separado, después de haber sido intervenidos a Henri Delbard y a Arnaud Delbard, hijo y nieto del fundador. Una nueva empresa, "Société Nouvelle Pépinières et Roseraies Georges Delbard" (SN PRGD) se crea y relanza así la búsqueda de nuevas variedades para la producción.
Marca y el jardín son propiedad del grupo "Nalod's" (centro de servicios para el jardín).

## Algunas creaciones de Delbard

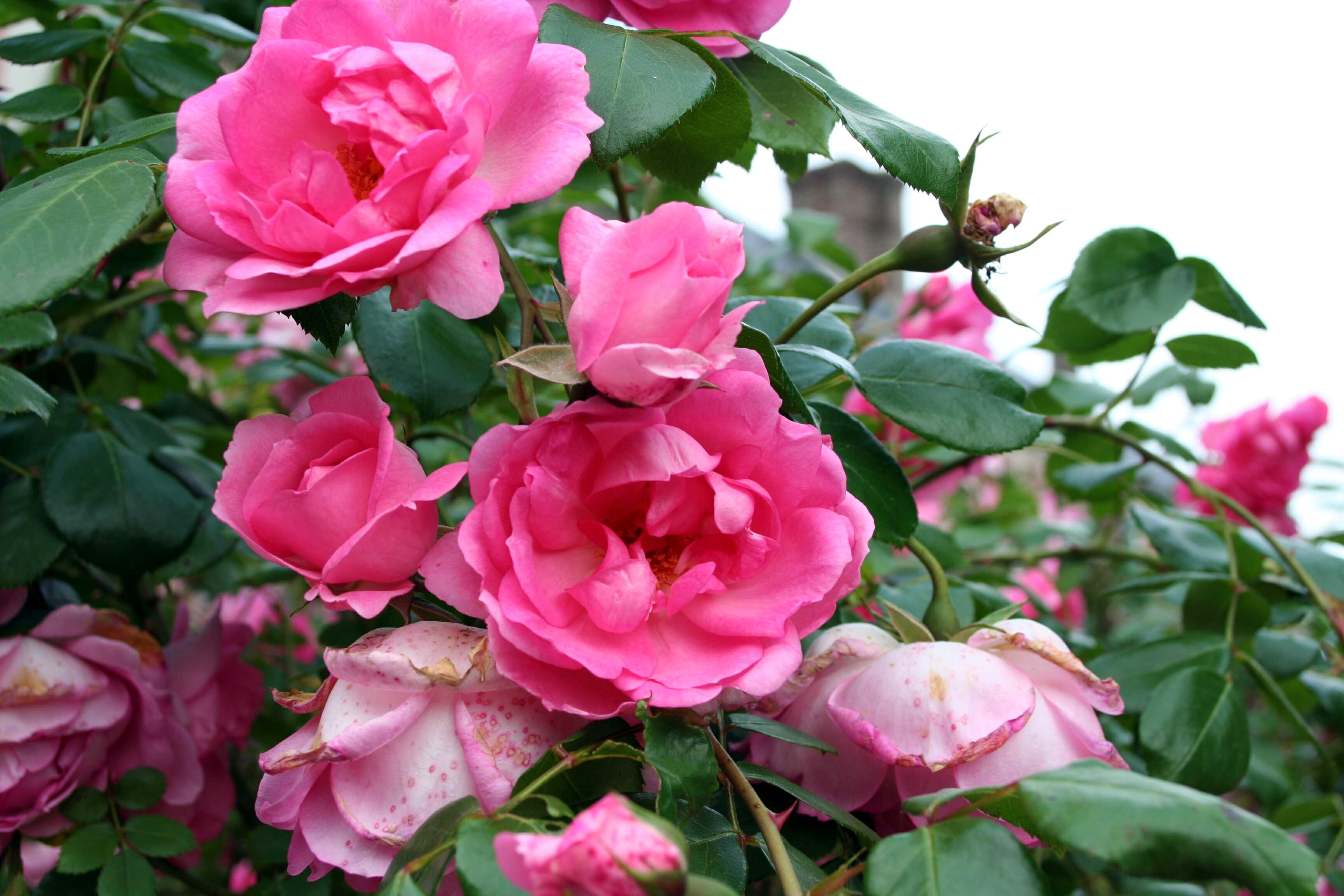
'Centenaire de Lourdes' Delbard-Chabert 1958.
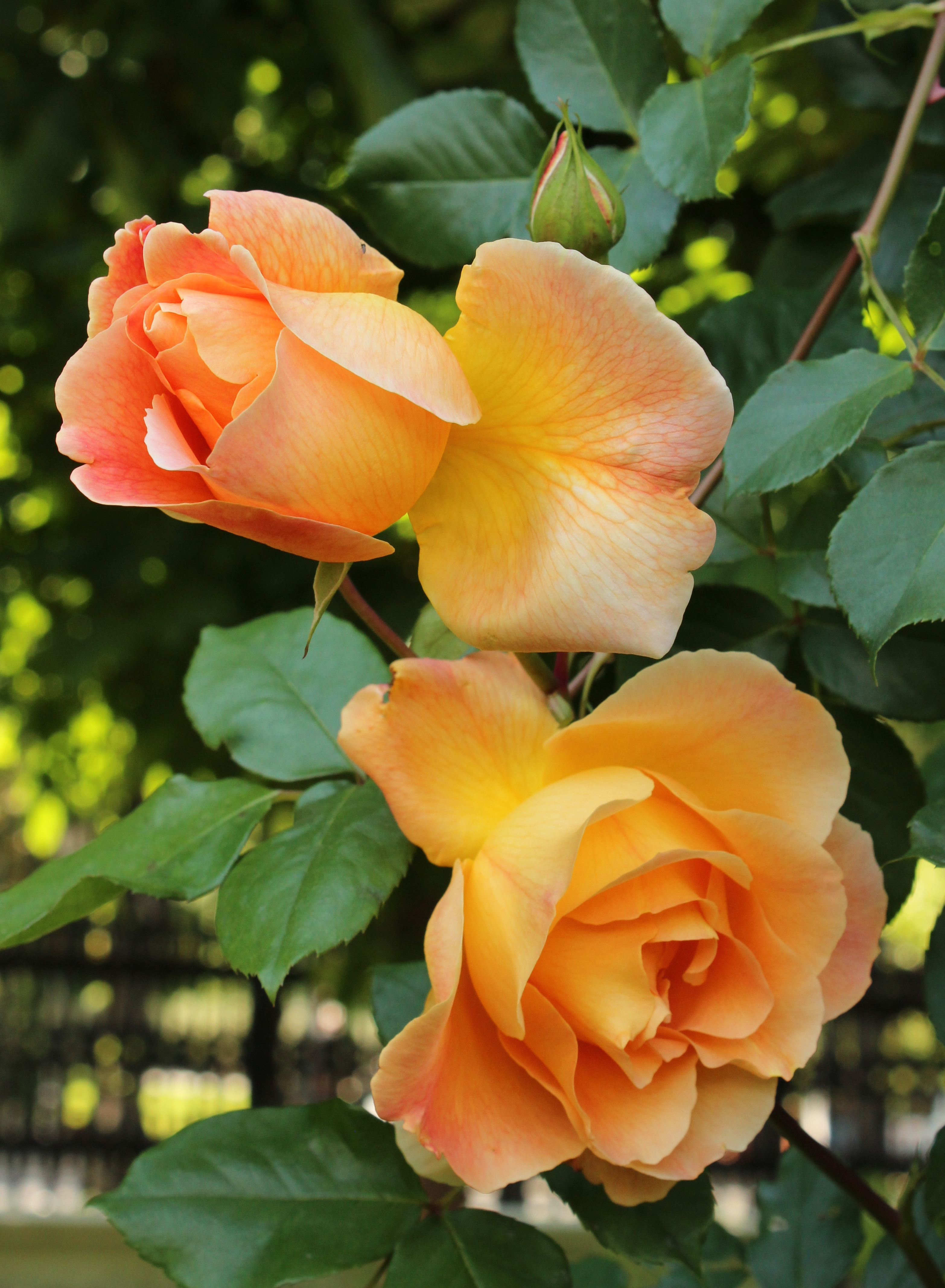
'Puerta del Sol' Delbard, 1971.
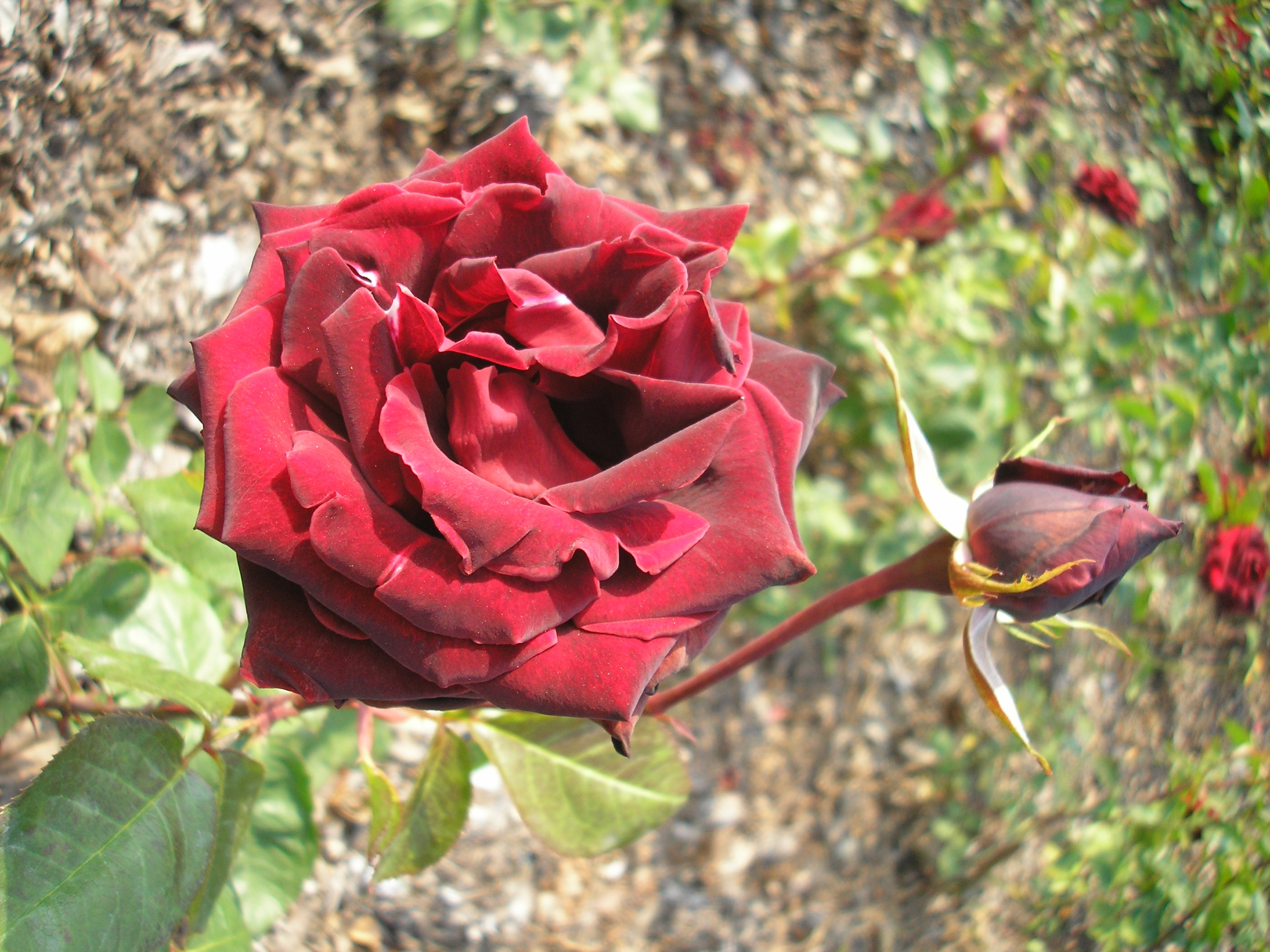
'Perle Noire' Delbard, 1976.
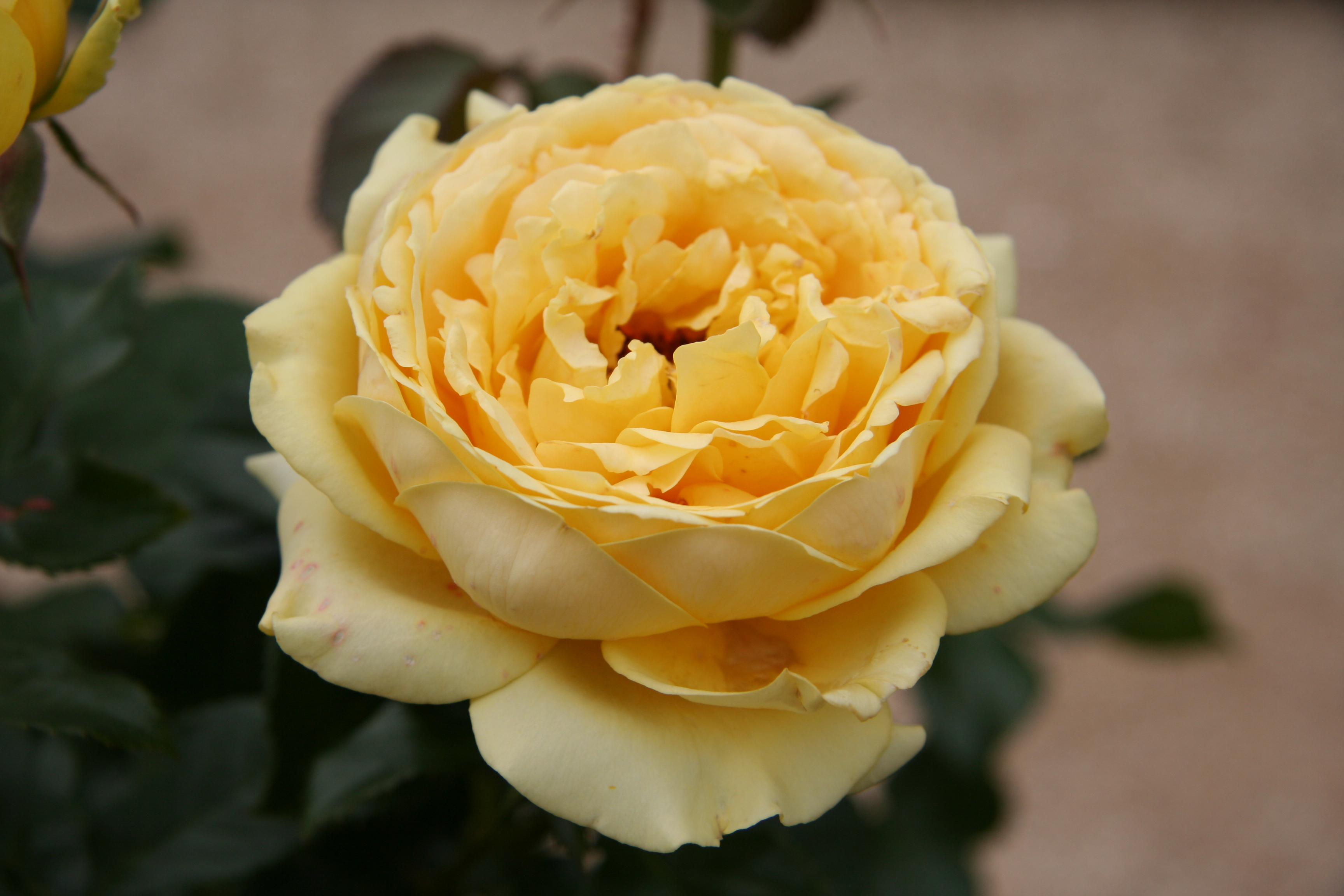
'Juliette Gréco' Delbard.